# NGC 4784
NGC 4784 (другие обозначения — MCG -2-33-53, PGC 43929) — линзообразная галактика (морфологический тип S0) в созвездии Девы. Открыта Уильямом Гершелем в 1786 году.
Этот объект входит в число перечисленных в оригинальной редакции «Нового общего каталога».
На фотографиях видна линзовидная галактика, обращённая к наблюдателю краем, с ярким удлинённым балджем и более слабыми оконечностями, ориентированными с восток-юго-востока на запад-северо-запад (ESE-WNW). Однако при визуальном наблюдении в любительский телескоп галактика выглядит как маленькое, слабое и умеренно концентрированное пятнышко; менее яркие края её диска можно увидеть лишь в телескоп с большим диаметром объектива. На угловом расстоянии около 2,0′ к запад-юго-западу от ядра галактики видна звезда поля (TYC 5538-41-1, визуальная звёздная величина 11m). Уильям Гершель описал галактику 25 марта 1785 года таким образом: «Чрезвычайно слабая, чрезвычайно маленькая, некоторые сомнения». Радиальная скорость: 1151 км/с. Расстояние: 52 млн световых лет. Диаметр: 24 тыс. световых лет.